# Список ныне живущих архиереев Македонской православной церкви
В списке представлены ныне живущие архиереи Македонской православной церкви (МПЦ).
Епископат Македонской православной церкви насчитывает (на 13 июля 2025 года) 19 человек, из них 13 — епархиальные архиерея, в том числе Предстоятель церкви архиепископ Стефан, 5 — викарных архиереев, 1 архиерей пребывает на покое.
Список составлен в порядке старшинства епископской хиротонии.
Старейший по возрасту архиерей Македонской православной церкви — митрополит Преспанский и Пелагонийский Петр (Каревский) (1946 года рождения, 79 лет); самый молодой —  епископ Стобийский Иаков (Милчевский) (1983 года рождения, 41 год).

## Местоблюстительство митрополитаКирилла

### Хиротонии 1981 года
1. Петр (Каревский), митрополит Преспанский и Пелагонийский (14 июня 1981; на кафедре со дня хиротонии)

## Предстоятельство архиепископаАнгелария

### Хиротонии 1986 года
1. Стефан (Веляновский), архиепископ Охридский и Македонский и митрополит Скопский (12 июля 1986; на кафедре предстоятеля с 9 октября 1999)

## Предстоятельство архиепископаМихаила

### Хиротонии 1995 года
1. Наум (Илиевский), митрополит Струмицкий (28 августа 1995; на кафедре со дня хиротонии)

### Хиротонии 1998 года
1. Агафангел (Станковский), митрополит Повардарский (12 июля 1998; на кафедре с 7 октября 2006)
2. Иоанн (Вранишковский), митрополит Крушевский и Демирхисарский (19 июля 1998; на кафедре с 20 июня 2023)[2]

## Предстоятельство архиепископаСтефана

### Хиротонии 2003 года
1. Иоаким (Йовческий), епископ Делядровецкий и Илинденский (30 ноября 2003[3]; на кафедре с 20 июня 2023)[2]
2. Марк (Кимев), епископ Делчевский и Каменицкий (7 декабря 2003[3]; на кафедре с 20 июня 2023)[2]

### Хиротонии 2005 года
1. Мефодий (Златанов), митрополит Американский и Канадский (21 июня 2005; на кафедре с 22 июня 2006)
2. Климент (Божиновский), епископ Хераклейский, викарий Преспанско-Пелагонийской митрополии (12 июля 2005; на кафедре со дня хиротонии)
3. Пимен (Илиевский), митрополит Европейский (2 октября 2005; на кафедре с 6 апреля 2006)

### Хиротонии 2006 года
1. Иларион (Серафимовский), митрополит Брегалничский (13 июля 2006; на кафедре с 22 августа 2006)

### Хиротонии 2007 года
1. Давид (Нинов), епископ Дремвицкий, викарий Скопской митрополии (17 июня 2007[3]; на кафедре с 20 июня 2023)[2]

### Хиротонии 2012 года
1. Иосиф (Тодоровский), митрополит Тетовский и Гостиварский (7 октября 2012; на кафедре с 17 сентября 2013)
2. Иосиф (Пейовский), митрополит, бывший Кумановский и Осоговский (21 октября 2012; на покое с 21 мая 2020)

### Хиротонии 2018 года
1. Иаков (Милчевский), епископ Стобийский, викарий Струмицкой митрополии (25 ноября 2018; на кафедре с февраля 2019)

### Хиротонии 2020 года
1. Парфений (Фидановский), епископ Антанийский, викарий Дебарской и Кичевской митрополии (12 июля 2020; на кафедре со дня хиротонии)
2. Григорий (Настеский), митрополит Кумановский и Осоговский (26 июля 2020; на кафедре со дня хиротонии)[4]

### Хиротонии 2024 года
1. Николай (Трайковский), епископ Величский, викарий Преспанско-Пелагонийской митрополии (21 января 2024; на кафедре со дня хиротонии)

### Хиротонии 2025 года
1. Георгий (Гёргевский), митрополит Дебарский и Кичевский (13 июля 2025; на кафедре со дня хиротонии)